# The Race for a Gold Mine
The Race for a Gold Mine è un cortometraggio muto del 1915 diretto da Tom Mix.

## Produzione
Il film fu prodotto dalla Selig Polyscope Company. Venne girato nel New Mexico, a Las Vegas.

## Distribuzione
Distribuito dalla General Film Company, il film - un cortometraggio in una bobina - uscì nelle sale cinematografiche statunitensi il 30 ottobre 1915 dopo essere stato presentato in prima il 26 ottobre 1915.